# Joseph ben Mordechai Gershon
Joseph ben Mordechai Gershon ha-Kohen (* 1510 in Krakau; † 1591) war ein polnischer Talmudist.
Schon im frühen Alter begann er mit dem Studium des Talmud. Er wurde Leiter der von seinem Schwiegervater gegründeten Talmudhochschule.
Zu seinen Korrespondenten gehörte Salomo Luria.
Er korrigierte das Manuskript Aguddah von Alexander Suslin ha-Kohen (Süslin Alexander ha-Kohen).

## Schriften
- She'erit Yosef, Krakau  1590 (eine Sammlung von Responsen).